# Tehuelche (мотоцикл)
«Теуэльче» (исп. Tehuelche, происходит от мап. Chewel che) — марка аргентинских мотоциклов, выпускавшихся с 1957 по 1964 годы. В общей сложности было выпущено около 5 000 единиц. Конструкция мотоцикла была оригинальной, в отличие от других аргентинских мотоциклов тех лет — «Пума» первых двух серий была создана на базе немецкого Göricke, а мотоциклы фирмы «Занелла» — на базе итальянских Ceccato  и Gilera .

## История
Создатели мотоцикла — инженеры Хуан Рафальди (итал. Giovanni Rafaldi) и Роберто Фатторини (итал. Roberto Fattorini), иммигрировали в Аргентину из Италии в 1949 году с целью создания мотоциклетного бизнеса. Первоначально компаньоны обосновались в городе Баия-Бланка, где к ним присоединился их соотечественник Карло Преда (исп. Carlo Preda), позже переехав в Буэнос-Айрес. В 1955 году Рафальди создал четырёхтактный двигатель объёмом 50 см³ с расположенным в головке блока цилиндра распредвалом. Такая необычная конструкция использовалась в те годы в основном в гоночных мотоциклах. Через год Рафальди и Фатторини приступили к конструированию мотоцикла, с увеличенным до 75 см³ объемом двигателя. Первый мотоцикл был представлен в марте 1957 года и был назван в честь аборигенов Патагонии — Теуэльче. С новыми партнёрами фирма Рафальди и Фатторини приступила к серийному производству.
Сборка мотоциклов велась до 1964 года (по другим данным до 1962), пока экономические неурядицы страны и конкуренция со стороны более дешёвой «Пумы» не заставили свернуть производство. В общей сложности было произведено около 5 тысяч единиц. На сегодняшний день сохранилось не более 100 мотоциклов, из которых только около 20 единиц в рабочем состоянии.

## Конструкция

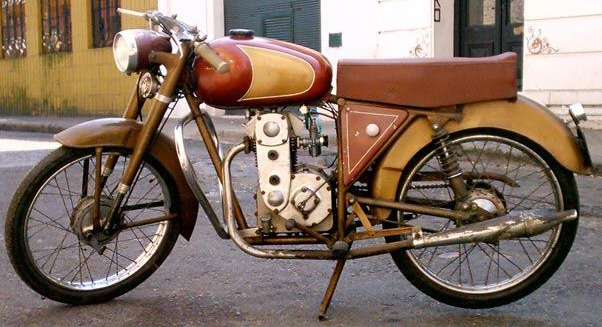
«Теуэльче» Super Sport. 1963

Представлял собой одноцилиндровый четырёхтактный лёгкий мотоцикл. Шасси трубчатое, сварное, выполнено из стали. Трансмиссия — однодисковое сцепление в масляной ванне, с гидравлическим приводом, 3-ступенчатая механическая КПП постоянного зацепления. Распределительный вал расположен в верхней части головки блока цилиндра. Позже мотоцикл оснащался 100 см³ двигателем. На сиденье ставилась надпись Industria Argentina, так в стране маркировали аргентинскую продукцию, аналогично Made in China или Swiss Made.

## Модели
- Sport
- Super Sport